# Касіва Рейсол
Касіва Рейсол (яп. 柏レイソル, Касіва Рейсол) — японський футбольний клуб з міста Касіва, який виступає в Джей-лізі.

## Досягнення
- Японська футбольна ліга
  -  Чемпіон (1): 1972
  -  Чемпіон (2): 1973, 1982

- Джей-ліга
  -  Чемпіон (1): 2011

- Кубок Імператора
  -  Володар (3): 1972, 1975, 2012

- Кубок Джей-ліги
  -  Володар (3): 1976, 1999, 2013

- Суперкубок Японії
  -  Володар (1): 2012

- Кубок банку Суруга
  -  Володар (1): 2014